# Welcome to the Space Show
Welcome to the Space Show (яп. 宇宙ショーへようこそ Утю: сё: э ё:косо, Добро пожаловать на космическое шоу) — полнометражный анимационный фильм, выпущенный студией A-1 Pictures в 2010 году. Сюжет, согласно продюсерам, «превосходит своим масштабом „Звёздные войны“». Премьера фильма состоялась на шестидесятом Берлинском международном кинофестивале, проходившем в феврале 2010 года.

## Сюжет
История рассказывает о космических приключениях пяти школьных друзей и пса-инопланетянина. В поисках пропавшего кролика, питомца их класса, дети находят на кукурузном поле раненую собаку. Животное оказывается инопланетянином по имени Почи Рикман и в качестве награды за спасение предлагает им посетить Луну. Однако, после серии странных событий, друзьям приходится путешествовать через всю галактику на родную планету Почи, Уан, откуда можно вернуться на Землю. По пути их преследуют инопланетяне, ранившие до этого Почи. Они работают на Неппо, владельца популярнейшей во вселенной развлекательной программы «The Space Show», которая транслируется с борта загадочного космического корабля. Неппо стремится использовать силы своего корабля, чтобы приобрести власть божества. Тем не менее, в качестве топлива корабль может использовать только определённое вещество под названием «зуган», которое по своим свойствам оказывается очень близко к корню васаби. У Нацуки в сумке есть немного такого корня, и Неппо начинает охоту на друзей. Его подручным не удаётся выкрасть сумку, и Неппо самостоятельно похищает её, как раз в тот момент, когда дети и Почи попадают на Уан. При этом он забирает на свой корабль и Аманэ. После этого происходит сражение на межзвёздном фестивале, где детям, с помощью новых друзей, приобретённых во время путешествия, удаётся победить Неппо и спасти не только Аманэ, но и целую вселенную вместе с ней. Затем дети возвращаются на Землю (вместе с кроликом, которого, как выясняется, похитили приспешники Неппо) и оказываются в школе, как раз перед тем, как за ними приходят родители.

## Персонажи
- Нацуки Кояма (яп. 小山 夏紀 Кояма Нацуки).

Сэйю: Томоё Куросава
- Аманэ Судзуки (яп. 鈴木 周 Судзуки Аманэ).

Сэйю: Хонока Икэдзука
- Киоси Сато (яп. 佐藤 清 Сато: Киоси).

Сэйю: Сётаро Удзава
- Норико Нисимура (яп. 西村 倫子 Нисимура Норико).

Сэйю: Тамаки Мацумото
- Кодзи Харада (яп. 原田 康二 Харада Кодзи).

Сэйю: Такуто Ёсинага
- Почи Рикман (яп. ポチ・リックマン Поти Риккуман).

Сэйю: Кэйдзи Фудзивара

## Производство
О составе съёмочной группы было объявлено в февральском выпуске журнала Newtype за 2008 год. Первоначальным рабочим названием было The Space Show. Съёмка мультфильма воссоединило команду, ранее создавшую аниме-сериал R.O.D the TV (2003—2004): режиссёра Кодзи Масунари, сценариста Хидэюки Курату, художника-дизайнера Масаси Исихаму. Анимацией занялась японская студия A-1 Pictures.
Масунари решил отобрать детей для озвучивания главных персонажей мультфильма в ходе серии прослушиваний. Согласно авторскому замыслу, фильм должен был затрагивать проблемы развлечений и дружбы между детьми.
Главной музыкальной темой фильма стала песня «Who I Was Born to Be» шотландской певицы Сьюзан Бойл, получившей известность после выступления на телепрограмме Britain's Got Talent. Первоначально мультфильм был показан без этой песни.

## Премьера
Мировая премьера Welcome to the Space Show состоялась на 60-м Берлинском международном кинофестивале в феврале 2010 г. Параллельно с ним в программе «Поколение» было показано полнометражное аниме «Летние войны» (2009). Всего, вместе с этими двумя, на фестивале было представлено 28 аниме. Фильм также принял участие в 57-м кинофестивале в Сиднее в рамках программы Kids Flicks. В США премьера состоялась 31 июля 2010 г. на фестивале Otakon.

## Отзывы
Отзыв, опубликованный «Ёмиури симбун», рекомендовал семьям посмотреть фильм в качестве детского приключенческого. Похвалы удостоилась графика, однако в целом фильм получил характеристику «взрывного моэ». Фильм критиковали за недостаток оригинальности, прежде всего потому, что A-1 Pictures, судя по всему, заимствует слишком многое из работ Хаяо Миядзаки. Тем не менее, в отличие от фильмов Миядзаки, Welcome to the Space Show был назван «гораздо более острым» и смешным. Anime World Order опубликовал отзыв о фильме после его премьеры на Otakon в 2010-м. В отзыве с положительной стороны упоминалась фантазия авторов, однако также и длительность фильма, и сходство с работами Миядзаки.